# Hermann Schnee

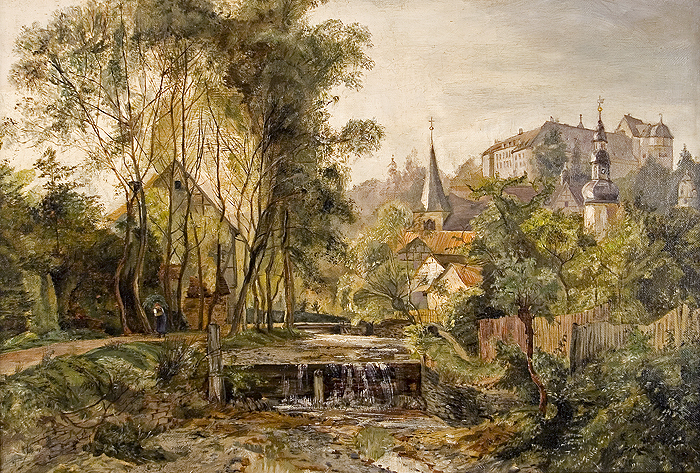
Am Bach unterhalb des Schlosses

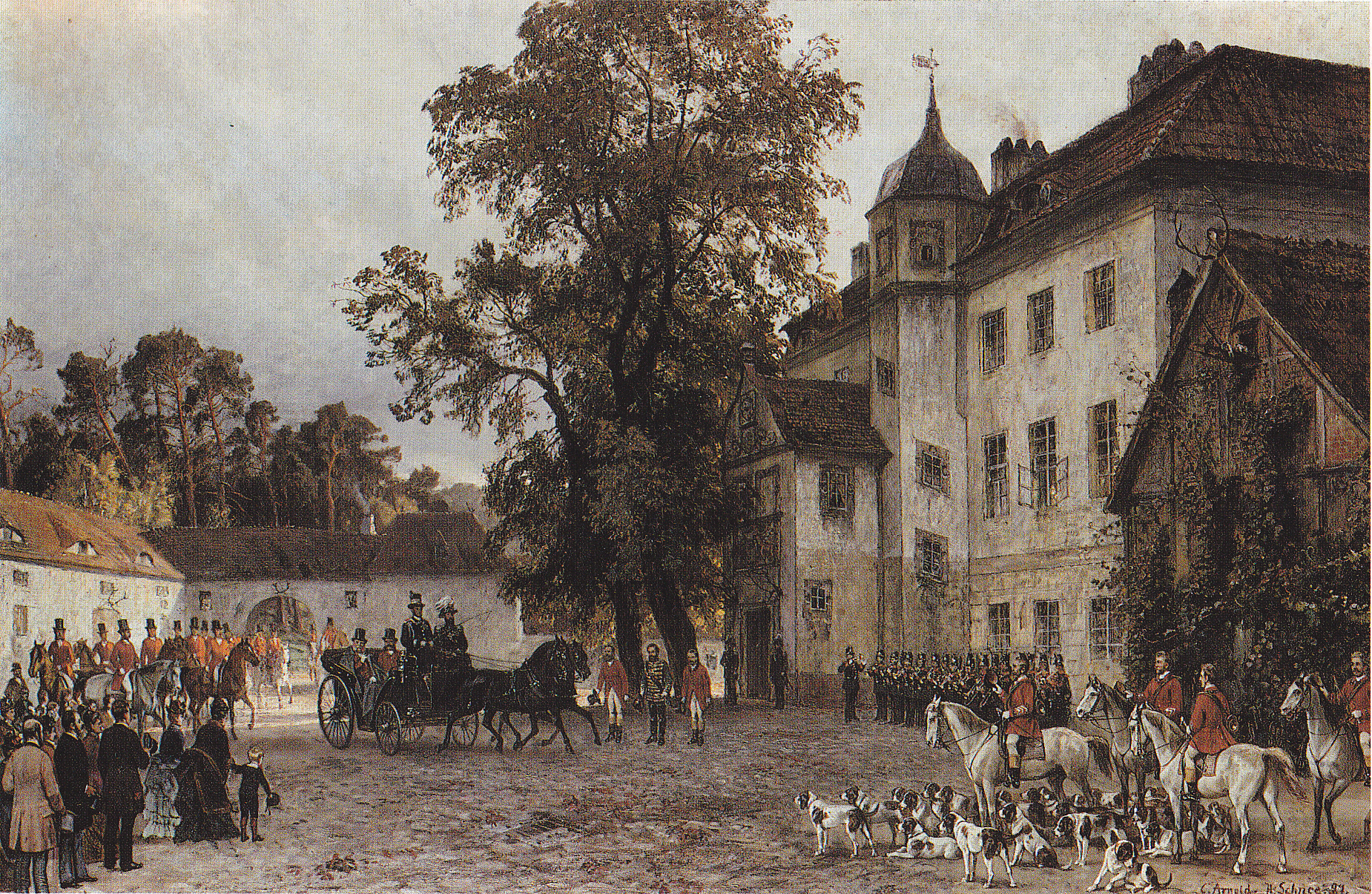
Ankunft Kaiser Wilhelms I. zur Roten Jagd im Grunewald

Hermann Schnee (* 5. September 1840 in Treuenbrietzen; † 24. Februar 1926 in Berlin) war ein deutscher Landschaftsmaler und Grafiker.

## Leben
Schnee wurde als Sohn des Kreisgerichtsrats Rudolph Hermann Schnee (1805–1864) in Treuenbrietzen, Breite Straße 2, geboren. Seine Mutter, Louise Sello (1812–1845), war eine Schwester der Hofgärtner Hermann und Emil Sello sowie eine Schwägerin des Hofgärtners Eduard II. Nietner und des Architekten Ludwig Persius.
Schnee fertigte für Theodor Storm bereits als Schüler (etwa 1856) eine Zeichnung des Grabmals des Heinrich von Kleist, das sich am Kleinen Wannsee befindet. Er war in Düsseldorf ein Schüler von Oswald Achenbach und Hans Fredrik Gude. Er ging 1863 nach Karlsruhe und eröffnete nach 1867 in Berlin unterhielt Schnee ein „Damenatelier“. Auf der Großen Berliner Kunstausstellung, einem jährlich stattfindenden Kunstsalon, war er 1895 mit sechs Gemälden vertreten. Seine Gemälde findet man heute u. a. in den Städtischen Kunstsammlungen Chemnitz und im Jagdschloss Grunewald. Schnee lebte und wirkte als Maler in Berlin und im Harz. Im Jahr 1893 wurde er von Kaiser Wilhelm II. zum königlichen Professor ernannt.
Er war mit Charlotte Friederike Paulina (geborene Maillard, * 5. Juli 1846; † 15. Januar 1920) verheiratet. Sein Grab, das seiner Ehefrau und seines Vaters befinden sich auf dem Bornstedter Friedhof der Hermann Selloschen Familienstiftung.